# Weinmannia microphylla
Weinmannia microphylla là một loài thực vật có hoa trong họ Cunoniaceae. Loài này được Kunth miêu tả khoa học đầu tiên năm 1823.